# Eogastropoda
Los eogasterópodos (Eogastropoda) son una subclase de moluscos gasterópodos en clasificaciones antiguas; sus especies más conocidas son las lapas.